# Cimetière des Errancis
Cimetière des Errancis é um antigo cemitério no 8.º arrondissement de Paris, tendo sido um dos quatro cemitérios (os outros são o Cimetière de la Madeleine,   o Cimetière de Picpus e o Cimetière Sainte-Marguerite) usados para o sepultamento dos corpos das vitimas da guilhotina durante a Revolução Francesa.

## História e localização
O cemitério foi aberto em 5 de março de 1793 e finalmente fechado em 23 de abril de 1797. Em seu local atualmente estão apartamentos. Estava localizado entre os atuais Boulevard de Courcelles, Rue de Rocher, Rue de Monceau e Rue de Miromesnil, na época localizado ao longo do Mur des Fermiers généraux.

## Durante a Revolução Francesa
O cemitério foi usado para os sepultamentos das vítimas da guilhotina depois que o Cimetière de la Madeleine foi fechado. Foi usado para este propósito entre 25 de março de 1793 até o final de maio de 1795. A placa memorial, localizada na Rue de Monceau entre o número 97 e a esquina com a Rue de Rocher, informa que 1.119 vítimas da guilhotina foram sepultadas no cemitério.
Reputados por estarem sepultados neste cemitério estão (dentre diversos outros), com a data da morte:
- François Chabot (5 de abril de 1794)
- Georges Jacques Danton (5 de abril de 1794)
- Camille Desmoulins (5 de abril de 1794)
- Philippe Fabre d'Églantine (5 de abril de 1794)
- Marie-Jean Hérault de Séchelles (5 de abril de 1794)
- Jean-François Lacroix (5 de abril de 1794)
- François Joseph Westermann (5 de abril de 1794)
- Pierre Gaspard Chaumette (13 de abril de 1794)
- Lucile Desmoulins (13 de abril de 1794), viúva de  Camille Desmoulins
- Marie Marguerite Françoise Hébert (13 de abril de 1794), viúva de Jacques Hébert
- Antoine Lavoisier (8 de maio de 1794)
- Isabel de França (1764–1794) (10 de maio de 1794), irmã de Luís XVI de França e Luís XVIII de França
- François Hanriot (28 de julho de 1794)
- Maximilien de Robespierre (28 de julho de 1794)
- Louis Antoine Léon de Saint-Just (28 de julho de 1794)
- Antoine Simon (28 de julho de 1794)

Outros:
- Gilbert Romme (20 de maio de  1795), após cometer suicídio, antes de ser guilhotinado. Foi um matemático reconhecido como o pai do calendário revolucionário francês.

## Após a Revolução francesa
Assim como sucedeu no Cimetière de la Madeleine, os corpos se decompuseram para um estado em que não podiam mais ser identificados, para desânimo de Luís XVIII, que foi procurar os restos de sua irmã em 1815. Os restos esqueléticos foram transferidos para as Catacumbas de Paris entre 1844 e 1859 (provavelmente por volta de 1848) quando o Boulevard de Courcelles foi construído. Ao contrário do outro grande cemitério revolucionário - o Cimetière de la Madeleine - não há placas nas catacumbas para indicar a localização dos ossos transferidos.